# Kościół ewangelicki w Stęszewie
Kościół ewangelicki św. Zofii – kościół, który znajdował się w Stęszewie przy obecnej ulicy Poznańskiej. Rozebrany w 1961 roku.

## Historia
Osadnictwo protestanckie rozpoczęło się w Stęszewie w XIX wieku, początkowo najbliższa parafia i cmentarz ewangelicki znajdowały się w Krośnie koło Mosiny. Fundatorką budowy świątyni i działającej obok szkoły ewangelickiej była właścicielka miasta Wielka Księżna Zofia Sachsen-Weimar.
W 1900 wybudowano kościół według projektu Adolfa F. Bindera, obok powstała pastorówka i cmentarz grzebalny. Po 1945 ewangelicy ze Stęszewa zostali wysiedleni do Niemiec, a uszkodzony podczas wojny i opuszczony kościół, szkoła i cmentarz zostały zdewastowane. W 1961 kościół i szkołę rozebrano, a cmentarz splantowano i urządzono na jego terenie park miejski. Na terenie po szkole ewangelickiej wybudowano współczesny budynek szkolny. Do czasów współczesnych zachowała się pastorówka i mur cmentarny.
30 czerwca 2013 odsłonięto obelisk upamiętniający zarówno świątynię jak i dawnych mieszkańców Stęszewa wyznania ewangelickiego. Umieszczono na niej tekst:

W tym miejscu w latach 1900-1961 stał kościół ewangelicki pw. Św. Zofii. Wzniesiony był według projektu prof. A.F. Bindera z Fundacji wielkiej księżnej Zofii – ówczesnej właścicielki Stęszewa. Uszkodzony podczas wojny w 1945 roku. Rzym-Kat. parafia pw. Św. Trójcy